# Chafariz dos Contos
0 Chafariz dos Contos está localizado na Rua São José próximo à Casa dos Contos, na cidade de Ouro Preto, Minas Gerais, Brasil. Construído em 1745, faz parte do patrimônio público, tendo como órgão responsável, a Prefeitura Municipal de Ouro Preto. 
Erguido em arenito do Itacolomi, a inscrição latina "Is quae potatum cole gens pleno ore Senatum, securi ut sitis nam jacit ille sitis", significa: "Povo que vais beber, louva de boca cheia o Senado, porque tens sede e ele faz cessar a sede", demonstrando  que o Senado da Câmara, como administrador impessoal, e não o Governador, entregou à população esta obra de utilidade pública.
O Chafariz dos Contos é o mais importante da cidade de Ouro Preto. Construído de alvenaria de pedra rebocada e partes aparentes em cantaria, é de um barroco robusto. Ao centro do grande paredão desenvolve-se uma composição composta, basicamente, de duas grandes e largas volutas de cantaria, em curvas e contracurvas, com o espaço no qual se insere uma grande concha barroca apoiada numa bacia esculpida.
Uma réplica desse monumento se encontra na cidade norte-americana de Brazil (Indiana).